# Canton Fair
Die Canton Fair (chinesisch 廣交會 / 广交会, Pinyin Guǎng jiāo huì, Jyutping Gwong2 gaau1 wui2 – „Kanton-Messe; Messe Kanton“, amtlich China Import and Export Fair 中國進出品交易會 / 中国进出口商品交易会,  Zhōngguó Jìnchūkǒu Shāngpǐn Jiāoyìhuì, Jyutping Zung1gwok3 Zeon3ceot1hau2 Soeng1ban2 Gaau1jik6wui2) ist Chinas größte Import- und Exportwarenmesse in Kanton, China.

## Bedeutung
Die vom Foreign Trade Centre, einer Abteilung des Handelsministeriums der Volksrepublik China, organisierte Messe ist mit etwa 200.000 Besuchern aus 200 Ländern, über 15.000 Ausstellern und jährlich rund 60 Mrd. USD Handelsabschlüssen die größte Import- und Exportwarenmesse Chinas. Die Messe wird zweimal jährlich, jeweils in der zweiten April- und Oktoberhälfte, in der südchinesischen Stadt Kanton abgehalten. Sie hat traditionell ihren Schwerpunkt auf dem Export von Waren, wobei Warenimport, Dienstleistungen wie Werbung oder Logistik an Bedeutung gewinnen. Die Umsätze litten zuletzt (Stand 2019) unter dem Handelskonflikt zwischen den Vereinigten Staaten und der Volksrepublik China.

## Geschichte
Die Kanton-Messe findet seit dem Frühjahr 1957 statt. Zu ihrer Gründung – und bis weit in die 1970er Jahre – war sie die einzige Messe Chinas mit ausländischen Wirtschaftskontakten. Die Stadt Kanton bot sich aufgrund der Nähe zu dem nur etwa 200 km entfernten Hongkong an. Kanton ist zudem seit dem 19. Jahrhundert einer der Exporthäfen Chinas.
Das Messegelände Liuhua aus den 1970er Jahren befindet sich im historischen Stadtbezirk Yuexiu unweit des Hauptbahnhofs. 

## Messegelände
Seit einigen Jahren wird die Kanton-Messe auf das ab 2000 neu errichtete 10,5 km² große Messegelände Pazhou im südlich des Perlfluss gelegenen Stadtbezirk Haizhu verlagert, da das alte Messegelände überlastet ist, und nunmehr von kleineren Fachmessen genutzt wird.